# نینو بیبیا
نینو بیبیا (ایتالیایی: Nino Bibbia; ۱۵ مارس ۱۹۲۲ – ۲۸ مهٔ ۲۰۱۳) ورزشکار اسکلتون اهل ایتالیا بود.